# Pauliner Marsch
Die Grünzone Pauliner Marsch liegt in Bremen im Stadtteil Östliche Vorstadt, Ortsteil Peterswerder zwischen Osterdeich und Weser. Eine Grünzone auf der linken Weserseite zwischen Werdersee und Hasteder Bulten in Obervieland, Ortsteil Habenhausen ergänzt den großräumigen Grünbereich an der Weser.

## Geschichte

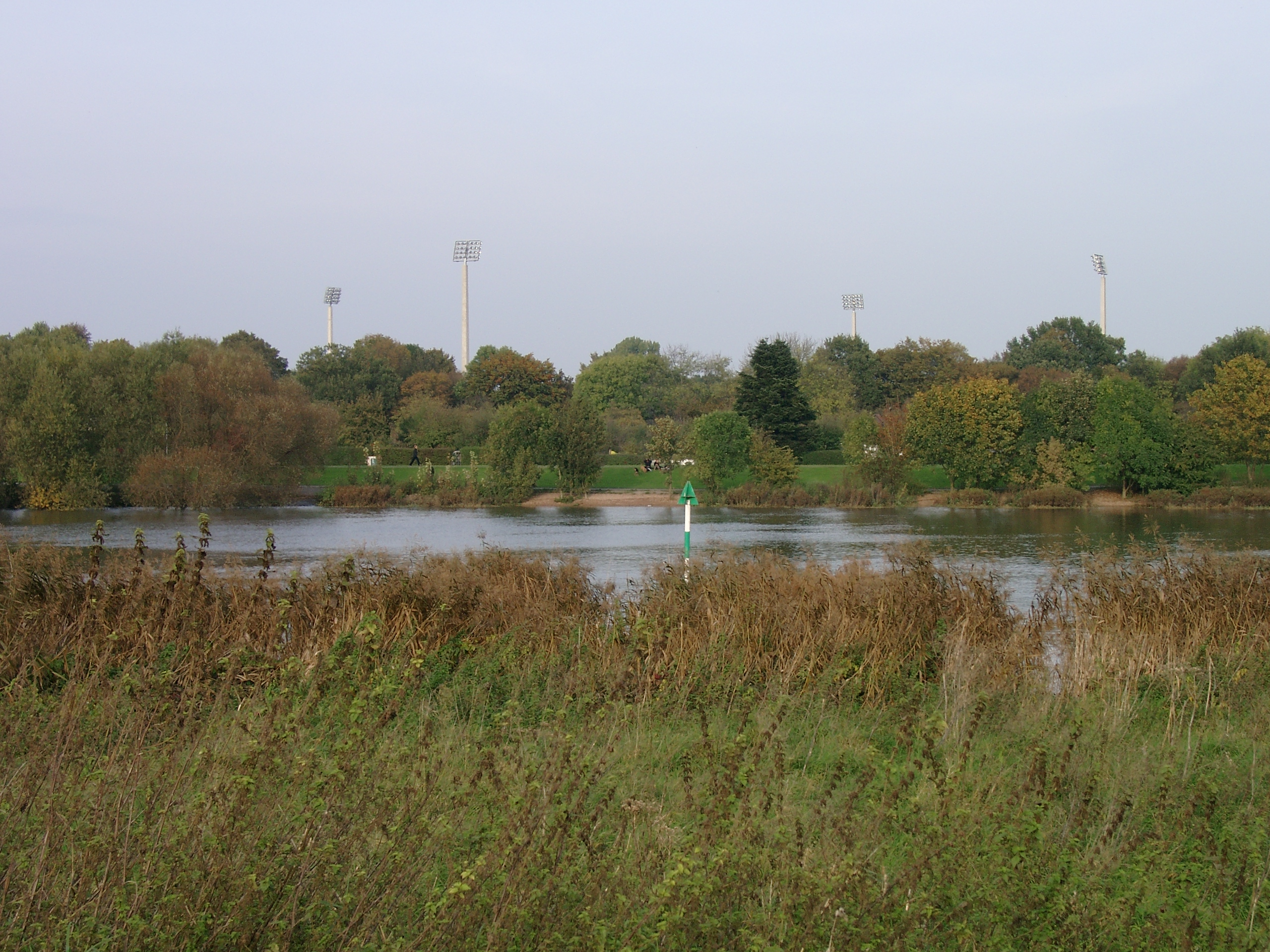
Pauliner Marsch von der linken Weserseite aus; Flutlichtmasten vom Weserstadion Platz 11

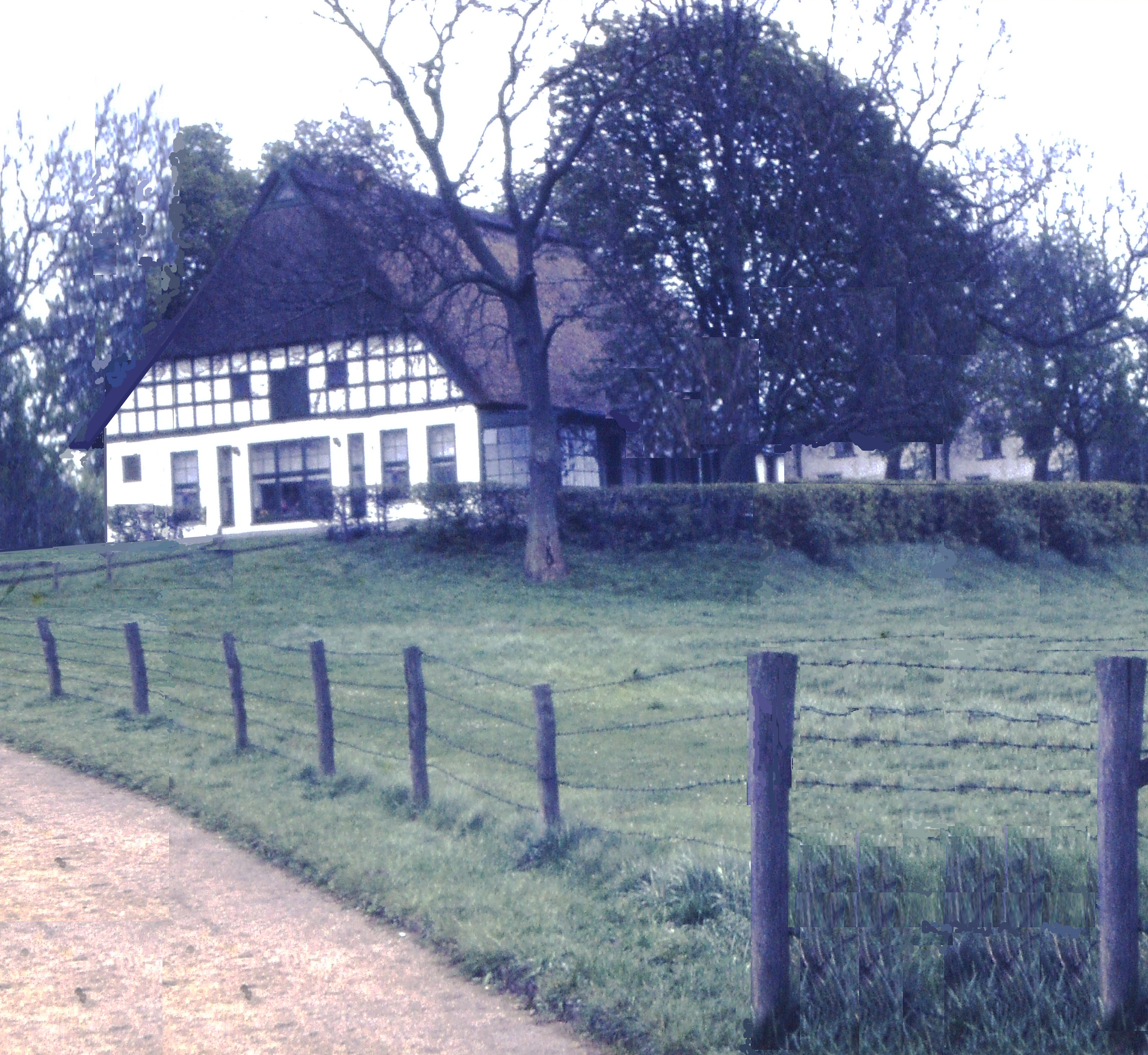
Jürgenshof historisches Foto von 1965

Die Pauliner Marsch hat ihren Namen vom mittelalterlichen Paulskloster im Ostertor, das einst für die Bewirtschaftung der Weserwiesen zuständig war. Bis zum 19. Jahrhundert wurde die Grünanlage als Viehweiden genutzt. 1803 ging die Pauliner Marsch im Rahmen des Reichsdeputationshauptschlusses von der Bremischen Evangelischen Kirche an die Freie Hansestadt über.
Durch den Bau des Osterdeiches wurde um 1890 über ein Drittel der Pauliner Marsch zu Binnendeichsland und bald darauf bebaut. In der verbleibenden Pauliner Marsch legten schon vor dem Ersten Weltkrieg Sportvereine die ersten Sportplätze an. 1909 entstand ein Sportplatz mit Holztribüne und ab 1926 mit einer Betontribüne als ABTS-Kampfbahn, Vorläufer des heutigen Weserstadions, in dem seit 1930 Werder Bremen spielt. Es entstand 1925 das Stadionbad, dann die Bezirkssportanlage Pauliner Marsch und später der Sportgarten. 
An der Weser wurde ein weitgehend durchgehender Rad- und Wanderweg als Weserpromenade angelegt, der an den Kleingartengebieten Im Suhrfelde vorbei über den Rosengarten am Jakobsberg mit den Sporteinrichtungen des ehemaligen Hastedter TSV zum Bremer Weserwehr führt.

## Jürgenshof
Der Jürgenshof, Pauliner Marsch 1, gehörte zum Paulskloster und seit 1560 zur Domstrukturei des Bremer Doms. 
Im 18. Jahrhundert war er ein bescheidener Anwesen am Rande der Hastedter Feldmark. Es wurde von der Hastedter Bauernschaft als Hirtenhof genutzt. Ein Kuhhirte durfte dort mietfrei wohnen und einige Morgen Ackerland nutzen, als Gegenleistung musste er Kühe beaufsichtigen und bei Bedarf die Bauern per Fähre ans andere Weserufer bringen. 
1810 wurde das baufällig gewordene Haus durch ein wesentlich größeres, prächtiges Niedersachsenhaus ersetzt, in dem die Hirtenfamilie danach wohnte. Der vorletzte Besitzer war Richard Jürgens, der hier eine Sommerwirtschaft betrieb, die als „Jürgens Café“ bekannt wurde. So entstand der Name „Jürgenshof“. 
Später wurde das Anwesen vom Remberti-Hospital genutzt und 1969 von der Sparkasse Bremen als  Stiftung übernommen. 1971/72 musste der Jürgenshof gründlich saniert werden. Er wird seitdem von einem Pächter als Restaurant betrieben. Auf der angrenzenden Pferdeweide findet seit 1986 gemeinsam mit Jugendlichen ein Projekt statt, das sich für eine artgerechte Haltung von Tieren einsetzt.

## Verbindungen über die Weser
Die Karl-Carstens-Brücke von 1970, im Volksmund Erdbeerbrücke genannt, und die Fußgängerbrücke über dem  Weserwehr in Hastedt verbinden die Grünbereiche auf beiden Seiten der Weser. Die Bezeichnung Erdbeerbrücke bezieht sich auf die früher in Habenhausen verbreiteten Erdbeerfelder.